# Jan Moretus
 (juillet 2016).
Si vous disposez d'ouvrages ou d'articles de référence ou si vous connaissez des sites web de qualité traitant du thème abordé ici, merci de compléter l'article en donnant les références utiles à sa vérifiabilité et en les liant à la section « Notes et références ».
Pour les articles homonymes, voir Moretus.
Jan Moretus (Johann Mœrentorf), né à Anvers le 2 mai 1543 et mort en 1610, est un imprimeur des Pays-Bas espagnols.

## Biographie

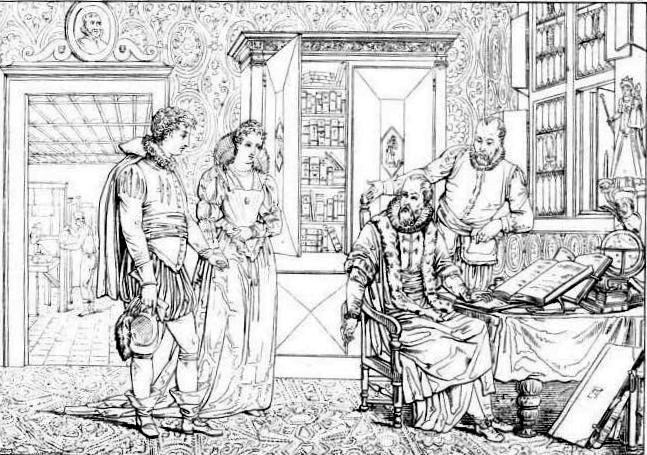
Rubens présenté à Juste Lipse par Mme Martina Moretus, fille de Christophe Plantin (tableau de Mathieu-Ignace Van Brée).

Moretus épousa en 1570 Martina Plantin, la deuxième fille du célèbre éditeur et imprimeur anversois Christophe Plantin. Il a travaillé à partir de 1557 pour Plantin et après la mort de ce dernier, il devint propriétaire de l'imprimerie.
Après sa mort, sa femme a repris l'affaire, bien qu'elle en ait laissé l'administration à ses fils Balthazar I et Jan II Moretus. Devant la célébrité de l'imprimerie et par ses services rendus, Balthazar Moretus III se vit conférer, le 1er septembre 1692, des lettres de noblesse par Charles II d'Espagne. Il obtint les armoiries suivantes : « D'or, à l'aigle de sable chargée sur la poitrine d'un écusson de gueules surchargé d'un soleil d'or, à la champagne échiquetée d'azur et d'argent en trois tires. »